# Walter Hunt Longton
Walter Hunt Longton (Whiston, 10 settembre 1892 – Bournemouth, 6 giugno 1927) è stato un militare e aviatore britannico, asso dell'aviazione durante la prima guerra mondiale, accreditato di 11 vittorie aeree accertate. Nel dopoguerra si dedicò attivamente alle gare aeree, agli eventi di aviazione e circuiti aeronautici, continuando nel contempo la sua carriera nell'aviazione militare..

## Biografia
Nacque a Whiston, Merseyside, il 10 settembre 1892, figlio di William e Mary Longton. Lavorò per la Sunbeam Motor Company, divenendo un noto motociclista. Arruolato nel British Army dopo lo scoppio della prima guerra mondiale, nel 1915 prese parte alla campagna di Gallipoli con il Queen’s Own Worcestershire Hussars. Nel 1916 fu trasferito in forza al Royal Flying Corps, ottenne il brevetto di pilota n.2647 presso il Royal Aero Club su biplano Hall presso la Hall Scuola di volo Hall a Hendon il 31 marzo 1916. Promosso al grado temporaneo di sottotenente pilota fu assegnato allo R.F.C. il 29 aprile 1916.
Il 12 luglio 1916, fu nominato ufficiale pilota; tali nomine venivano solitamente effettuate al termine dell'addestramento.
A metà del 1918, fu assegnato al No.85 Squadron RAF equipaggiato con i caccia Royal Aircraft Factory S.E.5a. Il 3 giugno 1918 gli fu conferita la Air Force Cross da re Giorgio V. Non ottenne la sua prima vittoria aerea fino al 7 luglio, quando distrusse un caccia tedesco Fokker D.VII sopra Doulieu. Distrusse altri tre aerei nemici durante il mese di luglio: un velivolo da ricognizione biposto Hannover il 10 luglio, un biposto Albatros il 14 luglio e un caccia Pfalz D.III il 24 luglio.
Il 5 agosto divenne un asso dell'aviazione, abbattendo un aereo da ricognizione Albatros sopra Ploegsteert-Bailleul, che precipitò in fiamme. Conseguì un'altra vittoria il 22 agosto, quando abbatté un caccia Fokker D.VII sopra Haut Allaines cosa che gli valse l'assegnazione della Distinguished Flying Cross. Fu trasferito al No.24 Squadron RAF il qualità di comandante della Flight "B" il 27 settembre.
Conseguì un nuova vittoria l'8 ottobre, quando distrusse un pallone di osservazione a sud di Busigny, cui ne seguì un'altra il 14 ottobre, quando distrusse un Fokker D.VII su Wassigny. Il 29 ottobre, distrusse un altro Fokker D.VII alle 14:30; mezz'ora dopo, insieme a Thomas Montagu Harries e H.V. Evans distrusse un biposto da ricognizione nemico, ottenendo una vittoria in compartecipazione. Il giorno seguente abbatté un Fokker D.VII su Marville. Al termine del conflitto aveva ottenuto 11 vittorie aeree confermate.

### La vita nel dopoguerra
Il 16 aprile 1919 si congedò dalla Royal Air Force, e il 3 giugno 1919 gli fu conferita una seconda Bar sulla Distinguished Flying Cross "per i servizi resi durante la guerra". Si arruolò quindi di nuovo e gli fu concessa una commissione permanente come tenente il 1° agosto 1919. Il 1° novembre dello stesso anno fu promosso flight lieutenant.
Partecipò al RAF Pageant di Hendon il 3 luglio 1920. Una foto pubblicata su Flight Magazine lo ritrae seduto in un Fokker D.VII decorato con il "Il vagabondo" di Charlie Chaplin sul lato dell'abitacolo. Partecipò a esibizioni aeree, gare e prove di vario genere durante gli anni venti del XX secolo fino all'anno della sua morte. Gareggiò nell'Aerial Derby del 1920, ma non terminò la gara. Il 7 agosto 1922 partecipò al settimo Aerial Derby; tuttavia, la staffetta a cui partecipò fu annullata a causa di un incidente preliminare a uno dei concorrenti. A metà del 1923, vinse la gara aerea Grosvenor Challenge Cup su un Sopwith Gnu. L'8 ottobre 1923 partecipò alle prove di aerei leggeri tenutesi a Lympne volando su un English Electric Wren, condividendo il primo posto e una vincita di 1 500 sterline in una competizione per stabilire l'aereo leggero monoposto britannico più economico, volando 87,5 miglia (140,8 km) con un gallone di carburante. Il 3 luglio 1925, pilotò un Martinsyde nella quarta edizione della King's Cup, ma ben presto fu costretto al ritirò.
Il 1° gennaio 1924, fu promosso da flight lieutenant a comandante di squadriglia, e nel corso di quell'anno divenne comandante del No.58 Squadron RAF. Nell'ottobre del 1926 fu assegnato al No.1 FTS a Netheravon.
All'inizio del 1927 il suo aereo fu bersagliato dal fuoco di un fucile da caccia di un contadino mentre stava volando a bassa quota.
Il 6 giugno 1927 morì in un incidente aereo a Bournemouth, nel Dorset. Fu sepolto sotto una lapide fornita dalla moglie, nel cimitero di Upavon, Wiltshire. È anche ricordato da una targa eretta dai suoi vecchi compagni di aviazione del No.58 Squadron RAF e di Netheravon.